# Hučava (přítok Belianského potoka)
Hučava (německy Rauschbach, slovensky Hučava, maďarsky Zúgó-patak) je potok na Slovensku v Belianských Tatrách a je pravostranným přítokem Belianského potoka.

## Popis
Vytéká na jižním svahu (Zákľuky) ohraničeném Kobylím vrchem (1109 m n. m.) a Faixovou skalou (1489 m n. m.) v dolní části Hučavské doliny v Belianských Tatrách. Teče jihovýchodním směrem a brzy opouští Tatry. Potok protéká pod cestou Svobody a klikatým korytem protéká lesnatými oblastmi Popradské kotliny. Pouze na krátkém úseku vytéká z lesa do polí s ornou půdou, prochází pod mostem I/66-073, který byl rekonstruován, a hned se vlévá do Bielského potoka. K tomu dochází v nadmořské výšce asi 690 m. Hučava protéká okresem Poprad a Kežmarok v Prešovském kraji.

## Bobří hráze
Nedaleko Tatranské doliny v Tatranském národním parku na Hučavě vznikla asi dvou hektarová zatopená lokalita, která částečně zaplavovala silnici I/66. Záplavová oblast byla důsledkem činnosti chráněného bobra evropského (Castor fiber). Po dohodě zainteresovaných institucí jako Slovenský vodohospodársky podnik (správce vodního toku Hučava),  Lesy města Spišská Belá, Slovenská správa ciest, ministerstvo životního prostředí a Správa Tatranského národního parku, bude pět hrází odstraněno.